# Loop Ash
Loop Ash (ループアッシュ, Rūpu Asshu) est un label indépendant de groupes de visual kei.

## Groupes appartenant au label
Groupes actuels
- -OZ-
- v-NEU (ex-Heart)

Anciens groupes
- ALiBi
- An Cafe
- Lolita23q (Shoujo Lolita23q)
- Mello
- MoNoLith
- Zip.er